# Joan Uriach i Lafita
Joan Uriach i Lafita (Barcelona, 4 de març de 1896 - Barcelona, 7 de juny de 1934) fou un futbolista català de la dècada de 1920.

## Trajectòria
Joan Uriach jugà a la posició del porter. Defensà els colors del FC Badalona i del FC Barcelona de començaments de la dècada de 1920, entre 1920 i 1924. Durant aquests anys formà línia defensiva amb homes com Coma, Galícia o Surroca i guanyà tres Campionats de Catalunya i un Campionat d'Espanya com a títols més destacats. L'any 1924 passà a jugar a l'equip reserva del Barcelona. Un cop retirat formà part del personal encarregat del Camp de Les Corts. El seu germà Jaume Uriach i Lafita també fou futbolista i porter del FC Barcelona.

## Palmarès
- Campionat de Catalunya de futbol:
  - 1921-22, 1920-21, 1923-24
- Copa espanyola:
  - 1921-22